# Prodiamesa kamidefea
Prodiamesa kamidefea är en tvåvingeart som beskrevs av Sasa och Hirabayashi 1993. Prodiamesa kamidefea ingår i släktet Prodiamesa och familjen fjädermyggor. Inga underarter finns listade i Catalogue of Life.